# The Picture Company
The Picture Company es una empresa de entretenimiento fundada en 2014 por Andrew Rona y Alex Heineman. Se especializa en la producción cinematográfica, partiendo moderadamente en 2018 con El pasajero de Jaume Collet-Serra y Alpha de Albert Hughes.

## Historia

### Fundación
The Picture Company fue fundada en 2014 por los veteranos del cine Andrew Rona y Alex Heineman. Rona es expresidente de Silver Pictures y Rogue Pictures, y Heineman fue vicepresidente ejecutivo de Silver Pictures.
La compañía comenzó en 2014 con un acuerdo de primera vista con StudioCanal. La compañía alcanzó sus primeras películas de cine con El Viajero diario de Jaume Collet-Serra, Alpha de Albert Hughes y A Million Little Pieces de Sam Taylor-Johnson.

### Proyectos futuros
Desde septiembre de 2014, la Compañía imagen ha anunciado varios proyectos que aún no han sido realizadas, incluyendo la adaptación de The Tracking Of A Russian Spy de Mitch Swenson, para lo cual Nima Nourizadeh reemplazado Pierre Morel como director y Logan Lerman y Olivia Cooke estaban en habla con la estrella. También se anunciaron Nottingham & Hood, una película de Robin Hood al estilo de Piratas del Caribe para Walt Disney Studios Motion Pictures, la adaptación de Escape from New York para 20th Century Fox. así como la versión cinematográfica del cortometraje Meet Jimmy de David-Jan Bronsgeest, con Platinum Dunes también produciendo para Paramount Pictures. También están pendientes película de La Trampa de París de Harry Bradbeer, para StudioCanal y  la película Out There de David Bruckner, por Entertainment One.

## Producciones

### Películas

#### Estrenadas
| Película                | Director           | Fecha de lanzamiento   | Taquilla bruta (USD) |
| ----------------------- | ------------------ | ---------------------- | -------------------- |
| El pasajero             | Jaume Collet-Serra | 12 de enero de 2018    | $119,9 millones      |
| Alpha                   | Albert Hughes      | 17 de agosto de 2018   | $98,2 millones       |
| A Million Little Pieces | Sam Taylor-Johnson | 6 de diciembre de 2019 |                      |
| Come Play               | Jacob Chase        | 30 de octubre de 2020  |                      |

#### A estrenar
| Película                              | Director                        | Fecha de lanzamiento | Ref.   |
| ------------------------------------- | ------------------------------- | -------------------- | ------ |
| Gunpowder Milkshake                   | Aharon Keshales Navot Papushado | TBA                  | [ 1 ]  |
| The Appearance                        |                                 | TBA                  | [ 3 ]  |
| The Corporation                       |                                 | TBA                  | [ 5 ]  |
| Escape from New York                  | Leigh Whannell                  | TBA                  | [ 7 ]  |
| The French Quarter Will Not Be Spared |                                 | TBA                  | [ 8 ]  |
| The Fury of a Patient Man             | Albert Hughes                   | TBA                  | [ 10 ] |
| Inside                                |                                 | TBA                  | [ 12 ] |
| The Last Battle                       |                                 | TBA                  | [ 14 ] |
| May You Live in Interesting Times     |                                 | TBA                  | [ 16 ] |
| Meet Jimmy                            | David-Jan Bronsgeest            | TBA                  |        |
| Nottingham & Hood                     |                                 | TBA                  |        |
| Out There                             | David Bruckner                  | TBA                  |        |
| The Paris Trap                        | Harry Bradbeer                  | TBA                  |        |
| Retribution                           |                                 | TBA                  | [ 21 ] |
| They Hear It                          | Julian Terry                    | TBA                  | [ 23 ] |
| The Tracking Of A Russian Spy         | Nima Nourizadeh                 | TBA                  |        |
| The Travelers                         | Josh Gordon, Will Speck         | TBA                  | [ 26 ] |
| Unexplained Phenomenon                | Dean Israelite                  | TBA                  | [ 28 ] |
| Whisper                               | Julian Terry                    | TBA                  | [ 30 ] |
| The White Room                        | Rod Blackhurst                  | TBA                  | [ 32 ] |